# Blue Lives Matter

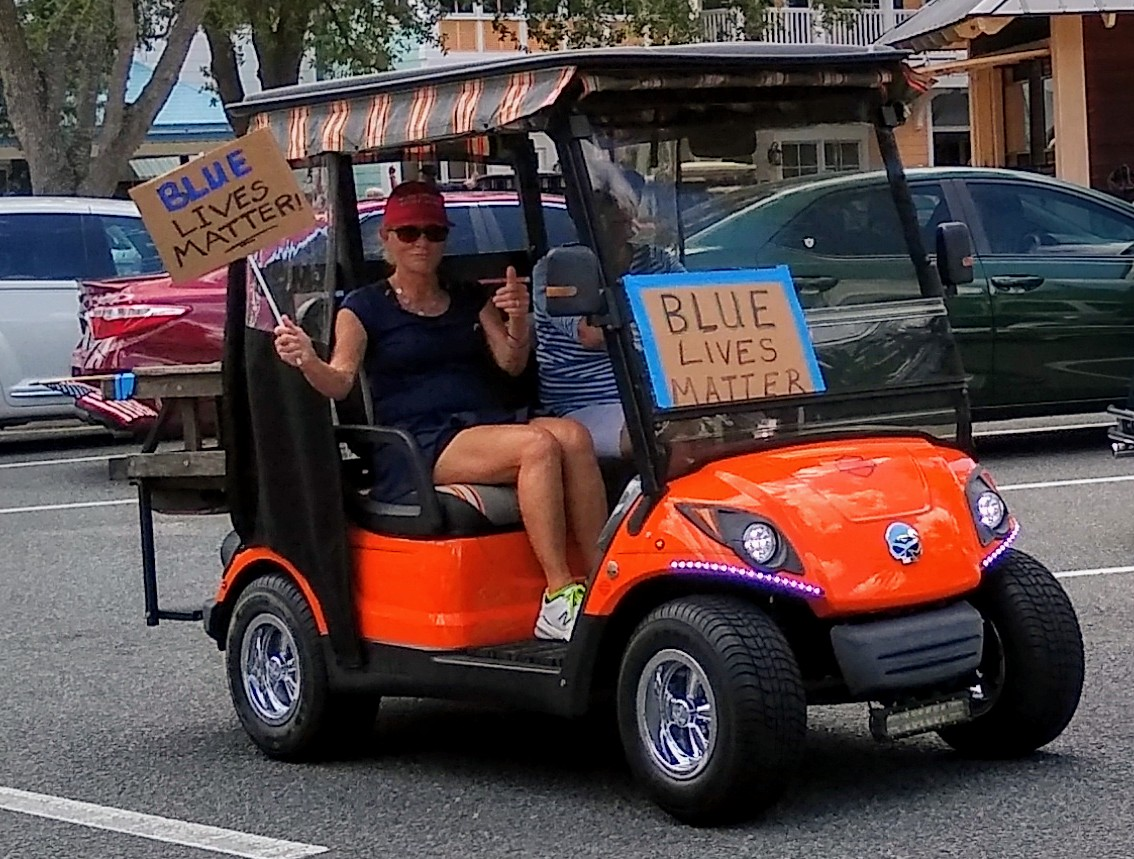
2020年6月，佛罗里达州一位Blue Lives Matter的支持者驾驶其高尔夫球车参加集会。

“Blue Lives Matter”（意译为“警察的命也是命”）是一句反动口号，起源于美国，其提出者认为任何杀害执法人员者皆应依照仇恨犯罪判刑。此口号出自2014年12月20日纽约拉斐尔·拉莫斯、刘文健警官被杀案件，与另一平权运动口号Black Lives Matter针锋相对。

## 社会影响
受该口号影响，路易斯安那州通过了一个法案，将任何对警察、消防员、急救人员的攻击行为定义为仇恨罪行，不过这一法案遭到了美国公民自由联盟等多方的批评。
2020年9月，塔吉特百货店内一名在星巴克工作的员工在TikTok上传了一部“Blue Lives Matter”影片，导致其被开除。影片中他手持一个写了“Blue Lives Matter”的星巴克杯子，往里面加入了清洁剂、冰块（暗指美国移民及海关执法局，其英文简称是ICE，即“冰”）、蓝色的粉末，以及“无辜黑人的一点血液”（某种红色液体）。影片配乐是一首名为《圣诞节我希望警察死越多越好》（All I Want for Christmas Is More Dead Cops）的歌曲。塔吉特百货称，这一行为不尊重客人，在塔吉特百货是不可接受行为。